# Katedra św. Mikołaja w Greifswaldzie

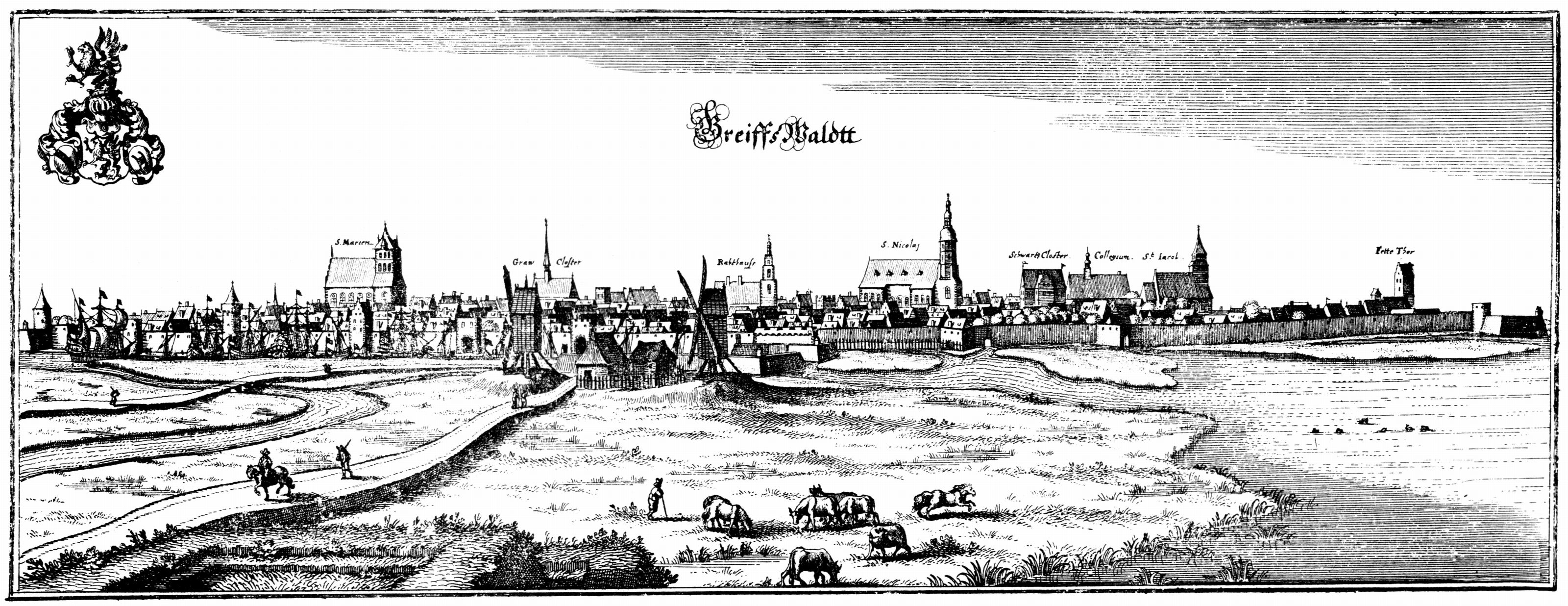
Panorama Greifswaldu od strony północnej na miedziorycie Matthäusa Meriana z 1652. Dominują sylwetki kościołów. Trzeci od prawej jest kościół św. Mikołaja

Katedra św. Mikołaja w Greifswaldzie (niem. Der Greifswalder Dom St. Nikolai) – kościół ewangelicko-augsburski, położony w centrum Greifswaldu przy ulicy Domstraße. Nosi wezwanie św. Mikołaja, patrona żeglarzy i kupców.
Kościół św. Mikołaja został wzniesiony w II poł. XIII w. jako trzynawowy halowy kościół miejski z prosto zamkniętym prezbiterium w stylu północnoniemieckiego gotyku ceglanego. Sto lat później przebudowany na bazylikę. Neogotycki wystrój wnętrza pochodzi z I poł. XIX w. Jest jednym z trzech głównych, średniowiecznych kościołów parafialnych Greifswaldu obok kościoła Mariackiego i kościoła św. Jakuba.
Kościół św. Mikołaja do 2012 miał status Hauptkirche, tzn. był siedzibą biskupa lokalnego Pomorskiego Kościoła Ewangelickiego.

## Historia

### XIII–XV w.
Z 1263 pochodzi pierwsza wzmianka o kościele św. Mikołaja w Greifswaldzie. Datowanie to jest dowodem, iż kościół już wtedy istniał. Budowa świątyni rozpoczęła się od wzniesienia jednonawowego prezbiterium, do którego później dobudowano od zachodu trzynawowy korpus halowy. W tym samym czasie rozpoczęto budowę wieży zachodniej. Ok. 1362 w kościele zamontowano pierwsze organy. W latach 1385–1395 wzniesiono nowe, prosto zamknięte prezbiterium. Oznaczało to zakończenie pierwszego etapu budowy kościoła.
17 października 1456 dzięki staraniom biskupa kamieńskiego Henninga Iwena powstał Uniwersytet w Greifswaldzie. Biskup wraz ze swoim biskupem pomocniczym Albrechtem Katschenem uroczyście poświęcił uniwersytet w obecności księcia pomorskiego Warcisława IX i wszystkich rajców miejskich; został też patronem i kanclerzem uniwersytetu. W związku z tym kościół św. Mikołaja został w 1457 podniesiony przez biskupa Iwena do rangi kolegiaty, po czym otrzymał określenie katedry (Greifswalder Dom). Nowy status otworzył dla kościoła nowe możliwości finansowe, dzięki którym można było jeszcze w tym samym roku wznowić budowę wieży zachodniej. Dobudowano piętro i zwieńczono je czterema wieżyczkami bocznymi. W latach 1480–1500 podwyższono wieżę dodatkowo o ośmiokątną kondygnację zwieńczoną na pocz. XVI w. ok. 60-metrowym, również ośmiokątnym, gotyckim hełmem. Ukończona w ten sposób wieża osiągnęła łączną wysokość 120 m.

### XVI–XVIII w.
W ciągu swej historii wieża dwukrotnie traciła hełm, za każdym razem podczas ciężkiej burzy. Hełm po raz pierwszy runął w 1515, nie wyrządzając jednak większych szkód budynkowi kościoła. Został odbudowany w 1609. Znacznie poważniejsze następstwa miało zawalenie się hełmu 13 lutego 1650. Spadająca konstrukcja przebiła dach kościoła powodując zawalenie się fragmentu sklepienia nawy głównej i nawy południowej a po paru dniach również nadwerężonego wschodniego szczytu prezbiterium. Wewnętrzne wyposażenie uległo całkowitemu zniszczeniu. Bezpośrednio po tym wydarzeniu rada miasta wezwała do ofiar na rzecz odbudowy zniszczonej świątyni. Mieszkańcy miasta, sąsiednie miasta Stralsund i Anklam oraz sama królowa Szwecji (pod której panowanie dostało się Pomorze w następstwie wojny trzydziestoletniej) dostarczyli w krótkim czasie zarówno pieniądze jak i materiał budowlany, dzięki czemu już w miesiąc po zawaleniu się hełmu mogła ruszyć odbudowa kościoła pod kierunkiem rzemieślników ze Stralsundu. W 1651 gotowe były dach i sklepienia, w roku następnym wieża otrzymała nowy, barokowy hełm a w 1653 wzniesiono nowy, trójkątny szczyt wschodni.

### XIX w.
Zakrojona na szeroką skalę renowacja wnętrza katedry z powodu naglących potrzeb remontowych miała miejsce w latach 1823-1832. Zadanie nowego ukształtowania wnętrza świątyni powierzono miejscowemu architektowi Johannowi Gottliebowi Giese. Otynkował on całe wnętrze w kolorze piaskowca. Przestrzeń ołtarzowa została podwyższona a za ołtarzem wzniesiono ażurową konstrukcję przypominającą lektorium, stanowiącą zarazem dodatkową, wewnętrzną ściankę prezbiterium. Całe wyposażenie zostało ukształtowane na nowo i dostosowane do ogólnego wrażenia wnętrza świątyni.

### Po drugiej wojnie światowej
Miasto Greifswald poddało się wojskom radzieckim w 1945 bez walki, dzięki czemu miasto uniknęło poważniejszych zniszczeń. Kościół św. Mikołaja stał się kościołem biskupim (Bischofskirche) nowo zorganizowanego lokalnego kościoła ewangelickiego Pommersche Landeskirche. Wygląd zewnętrzny jak i wnętrze kościoła pozostało niezmienione od czasów jego XIX-wiecznej renowacji.
Pod koniec lat 70. XX w. na skutek ocieplenia stosunków między władzami NRD a kościołem ewangelickim mogła rozpocząć się gruntowna renowacja świątyni. Zadania tego podjął się hamburski architekt Friedhelm Grundmann. W następstwie niewielkiej liczby uczęszczających na nabożeństwa założono dokonanie daleko idących przekształceń wnętrza świątyni. Do środka wstawiono drugi ołtarz, do którego Christian Friedrich dopasował dawne stalle. Na północ od nowego ołtarza, w nawie bocznej, urządzono baptysterium, które ozdobiono oknem z witrażem autorstwa twórcy nowego ołtarza, Hansa Kocka.
11 czerwca 1989 w obecności przewodniczącego Rady Państwa NRD i I sekretarza Niemieckiej Socjalistycznej Partii Jedności Ericha Honeckera dokonano uroczystego, powtórnego poświęcenia gruntownie odremontowanej katedry. Pomysł ten wzbudził kontrowersje kręgów kościelnych, ponieważ dla wielu innych budowli sakralnych brakowało w tym czasie pieniędzy. Negatywne reakcje wywołało zwłaszcza zaproszenie Honeckera przez biskupa Horsta Gienke, dokonane bez uzgodnienia z Synodem i Zarządem Kościoła Ewangelickiego. Publiczna obecność Honeckera na uroczystości poświęcenia katedry była zarazem jednym z jego ostatnich publicznych wystąpień przed obaleniem go 18 października 1989.